# مير هاني هاشمي
مير هاني هاشمي (21 مارس 1983 بساري في إيران - ) هو لاعب كرة قدم إيراني في مركز الدفاع. لعب مع نادي بديده ونادي برق شيراز ونادي تراكتور سازي ونادي راه آهن ونادي فجر شهيد سباسي وKhoneh Be Khoneh F.C. ‏.

## وصلات خارجية
- مير هاني هاشمي على موقع قاعدة بيانات كرة القدم.إي يو (الإنجليزية)